# Andrej Bitov
Andrej Bitov, född 27 maj 1937 i Leningrad (nuvarande Sankt Petersburg), död 3 december 2018 i Moskva, var en rysk författare.
Bitov studerade till gruvingenjör 1955–1962 och deltog i flera geologiska expeditioner. Ett av hans viktigare verk är Puskinskij dom (Pusjkins hus). Romanen skrevs på 1960-talet men publicerades på ryska för första gången i USA 1978 och efter kommunismens fall även i Ryssland.